# 太空卡
太空卡是不使用個人資料登記的SIM卡。因為不使用個人資料登記，所以較難憑太空卡和電話的使用紀錄追踪到電話的用戶。

## 香港
2023年2月24日起，香港未完成實名登記的太空卡全部停用。